# Uteun Bayu
Uteun Bayu is een bestuurslaag in het regentschap Pidie Jaya van de provincie Atjeh, Indonesië. Uteun Bayu telt 860 inwoners (volkstelling 2010).